# Playoffs NBA 2002
Los Playoffs de la NBA de 2002 fueron el torneo final de la temporada 2001-02 de la NBA.
Los campeones fueron Los Angeles Lakers de la Conferencia Oeste que vencieron a New Jersey Nets en la final sin perder ningún partido.
El MVP de las Finales fue Shaquille O'Neal de Los Angeles Lakers.

## Resumen
Sería la última serie en la que la primera ronda se jugaría al mejor de 5 encuentros, a partir del 2003 la primera ronda de los playoffs pasaría a disputarse al mejor de 7 partidos.
Este torneo hizo renacer el éxito de Boston Celtics, quienes aparecieron por última vez en 1995 siendo eliminados en primera ronda, y no alcanzaban las finales de la Conferencia Este desde 1987. Con los Celtics y Lakers ambos llegando a las finales de conferencia, se comenzaba a hablar de una renovación de la rivalidad entre estos dos equipos que comenzó en los años 60 y 80, pero no se pudo volver a ver debido a que los Nets derrotaron a los Celtics en las finales de la Conferencia Este.

## Clasificación Playoff

### Conferencia Este
Los New Jersey Nets lideraron y poseyeron la ventaja de campo durante los partidos de la Conferencia Este al poseer el mejor récord.
A continuación se muestran la lista de los equipos clasificados en la Conferencia Este:
1. New Jersey Nets (líder de la división del Atlántico)
2. Detroit Pistons (líder de la división Central)
3. Boston Celtics
4. Charlotte Hornets
5. Orlando Magic
6. Philadelphia 76ers
7. Toronto Raptors
8. Indiana Pacers

### Conferencia Oeste
Sacramento Kings consiguieron el mejor récord de la NBA y mantuvieron la ventaja de campo hasta que fueron derrotados ante Los Angeles Lakers en las finales de la Conferencia Oeste. En ese momento la ventaja de campo pasó a ser para los Lakers que la aprovecharían para ganar la final.
A continuación se muestran la lista de los equipos clasificados en la Conferencia Oeste:
1. Sacramento Kings (líder de la división del Pacífico)
2. San Antonio Spurs (líder de la división del Medio Oeste)
3. Los Angeles Lakers
4. Dallas Mavericks
5. Minnesota Timberwolves
6. Portland Trail Blazers
7. Seattle SuperSonics
8. Utah Jazz

## Tabla
|  | Primera Ronda     | Primera Ronda | Primera Ronda |             |   | Semifinales de Conferencia | Semifinales de Conferencia | Semifinales de Conferencia |  |   | Final de Conferencia | Final de Conferencia | Final de Conferencia |  |    | Final NBA   | Final NBA | Final NBA |  |
|  |                   |               |               |             |   |                            |                            |                            |  |   |                      |                      |                      |  |    |             |           |           |  |
|  |                   |               |               |             |   |                            |                            |                            |  |   |                      |                      |                      |  |    |             |           |           |  |
|  | 1                 | Sacramento    | 3             |             |   |                            |                            |                            |  |   |                      |                      |                      |  |    |             |           |           |  |
|  | 1                 | Sacramento    | 3             |             |   |                            |                            |                            |  |   |                      |                      |                      |  |    |             |           |           |  |
|  | 8                 | Utah          | 1             |             |   |                            |                            |                            |  |   |                      |                      |                      |  |    |             |           |           |  |
|  | 8                 | Utah          | 1             |             | 1 | Sacramento                 | 4                          |                            |  |   |                      |                      |                      |  |    |             |           |           |  |
|  |                   |               |               |             | 1 | Sacramento                 | 4                          |                            |  |   |                      |                      |                      |  |    |             |           |           |  |
|  |                   |               | 4             | Dallas      | 1 |                            |                            |                            |  |   |                      |                      |                      |  |    |             |           |           |  |
|  | 4                 | Dallas        | 4             | Dallas      | 1 | 3                          |                            |                            |  |   |                      |                      |                      |  |    |             |           |           |  |
|  | 4                 | Dallas        |               |             |   |                            |                            |                            |  |   |                      |                      |                      |  |    |             |           |           |  |
|  | 5                 | Minnesota     | 0             |             |   |                            |                            |                            |  |   |                      |                      |                      |  |    |             |           |           |  |
|  | 5                 | Minnesota     | 0             |             |   |                            |                            |                            |  | 1 | Sacramento           | 3                    |                      |  |    |             |           |           |  |
|  | Conferencia Oeste |               |               |             |   |                            |                            |                            |  | 1 | Sacramento           | 3                    |                      |  |    |             |           |           |  |
|  |                   |               | 3             | L.A. Lakers | 4 |                            |                            |                            |  |   |                      |                      |                      |  |    |             |           |           |  |
|  | 3                 | L.A. Lakers   | 3             | L.A. Lakers | 4 | 3                          |                            |                            |  |   |                      |                      |                      |  |    |             |           |           |  |
|  | 3                 | L.A. Lakers   |               |             |   |                            |                            |                            |  |   |                      |                      |                      |  |    |             |           |           |  |
|  | 6                 | Portland      | 0             |             |   |                            |                            |                            |  |   |                      |                      |                      |  |    |             |           |           |  |
|  | 6                 | Portland      | 0             |             | 3 | L.A. Lakers                | 4                          |                            |  |   |                      |                      |                      |  |    |             |           |           |  |
|  |                   |               |               |             | 3 | L.A. Lakers                | 4                          |                            |  |   |                      |                      |                      |  |    |             |           |           |  |
|  |                   |               | 2             | San Antonio | 1 |                            |                            |                            |  |   |                      |                      |                      |  |    |             |           |           |  |
|  | 2                 | San Antonio   | 2             | San Antonio | 1 | 3                          |                            |                            |  |   |                      |                      |                      |  |    |             |           |           |  |
|  | 2                 | San Antonio   |               |             |   |                            |                            |                            |  |   |                      |                      |                      |  |    |             |           |           |  |
|  | 7                 | Seattle       | 2             |             |   |                            |                            |                            |  |   |                      |                      |                      |  |    |             |           |           |  |
|  | 7                 | Seattle       | 2             |             |   |                            |                            |                            |  |   |                      |                      |                      |  | O3 | L.A. Lakers | 4         |           |  |
|  |                   |               |               |             |   |                            |                            |                            |  |   |                      |                      |                      |  | O3 | L.A. Lakers | 4         |           |  |
|  |                   |               | E1            | New Jersey  | 0 |                            |                            |                            |  |   |                      |                      |                      |  |    |             |           |           |  |
|  | 1                 | New Jersey    | E1            | New Jersey  | 0 | 3                          |                            |                            |  |   |                      |                      |                      |  |    |             |           |           |  |
|  | 1                 | New Jersey    |               |             |   |                            |                            |                            |  |   |                      |                      |                      |  |    |             |           |           |  |
|  | 8                 | Indiana       | 2             |             |   |                            |                            |                            |  |   |                      |                      |                      |  |    |             |           |           |  |
|  | 8                 | Indiana       | 2             |             | 1 | New Jersey                 | 4                          |                            |  |   |                      |                      |                      |  |    |             |           |           |  |
|  |                   |               |               |             | 1 | New Jersey                 | 4                          |                            |  |   |                      |                      |                      |  |    |             |           |           |  |
|  |                   |               | 4             | Charlotte   | 1 |                            |                            |                            |  |   |                      |                      |                      |  |    |             |           |           |  |
|  | 4                 | Charlotte     | 4             | Charlotte   | 1 | 3                          |                            |                            |  |   |                      |                      |                      |  |    |             |           |           |  |
|  | 4                 | Charlotte     |               |             |   |                            |                            |                            |  |   |                      |                      |                      |  |    |             |           |           |  |
|  | 5                 | Orlando       | 1             |             |   |                            |                            |                            |  |   |                      |                      |                      |  |    |             |           |           |  |
|  | 5                 | Orlando       | 1             |             |   |                            |                            |                            |  | 1 | New Jersey           | 4                    |                      |  |    |             |           |           |  |
|  | Conferencia Este  |               |               |             |   |                            |                            |                            |  | 1 | New Jersey           | 4                    |                      |  |    |             |           |           |  |
|  |                   |               | 3             | Boston      | 2 |                            |                            |                            |  |   |                      |                      |                      |  |    |             |           |           |  |
|  | 3                 | Boston        | 3             | Boston      | 2 | 3                          |                            |                            |  |   |                      |                      |                      |  |    |             |           |           |  |
|  | 3                 | Boston        |               |             |   |                            |                            |                            |  |   |                      |                      |                      |  |    |             |           |           |  |
|  | 6                 | Philadelphia  | 2             |             |   |                            |                            |                            |  |   |                      |                      |                      |  |    |             |           |           |  |
|  | 6                 | Philadelphia  | 2             |             | 3 | Boston                     | 4                          |                            |  |   |                      |                      |                      |  |    |             |           |           |  |
|  |                   |               |               |             | 3 | Boston                     | 4                          |                            |  |   |                      |                      |                      |  |    |             |           |           |  |
|  |                   |               | 2             | Detroit     | 1 |                            |                            |                            |  |   |                      |                      |                      |  |    |             |           |           |  |
|  | 2                 | Detroit       | 2             | Detroit     | 1 | 3                          |                            |                            |  |   |                      |                      |                      |  |    |             |           |           |  |
|  | 2                 | Detroit       |               |             |   |                            |                            |                            |  |   |                      |                      |                      |  |    |             |           |           |  |
|  | 7                 | Toronto       | 2             |             |   |                            |                            |                            |  |   |                      |                      |                      |  |    |             |           |           |  |
|  | 7                 | Toronto       | 2             |             |   |                            |                            |                            |  |   |                      |                      |                      |  |    |             |           |           |  |
|  |                   |               |               |             |   |                            |                            |                            |  |   |                      |                      |                      |  |    |             |           |           |  |